# Gey (Hürtgenwald)
Gey is een plaats in de Duitse gemeente Hürtgenwald, deelstaat Noordrijn-Westfalen, en telt 1.771 inwoners (31 maart 2021).
Gey is het meest noordelijke dorp van Hürtgenwald. Het ligt aan de Bundesstraße 399 enige kilometers ten westen van Kufferath, gemeente Düren. Over deze B 399 rijdt de streekbus naar Düren v.v., die op werkdagen tot 20.00 ieder uur een halte in het dorp aandoet.
Gey ligt in het Eifel-gebergte, en wel in het Hürtgenwald. Een groot stuwmeer direct ten westen van Gey en Großhau is dat achter de stuwdam de Wehebachtalsperre. Dam en stuwmeer dienen de waterregulatie, de drinkwater- en elektriciteitsvoorziening. Het gebied is niet toegankelijk voor andere vormen van toerisme dan wandelen en fietsen op de bij het stuwmeer lopende paden.
In de Tweede Wereldoorlog, tijdens de Slag om het Hürtgenwald, werd het dorp in de periode 2-8 november 1944 geheel verwoest. Veel dorpelingen kwamen hierbij om het leven of raakten gewond. Na de oorlog is het dorp heropgebouwd.

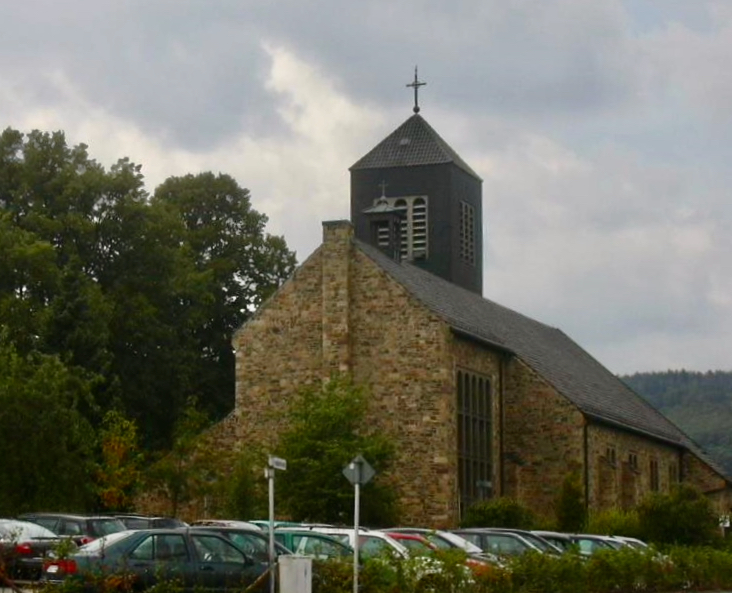
St. Antoniuskerk (1957)

## Ardbinna-steen
In de klassieke oudheid leefden hier Kelten, mogelijkerwijze Eburonen, en ook Romeinen. De Romeinen, die buiten Italië verbleven, namen vrij gemakkelijk de verering van lokale godheden over. Een bewijs hiervan is een in 1859 gevonden votiefsteen voor een Keltische godin Ardbinna of Arduinna. Zij zou een berg- of bosgodin zijn geweest, aan wie het -niet ver westelijk van Gey gelegen- gebergte Ardennen zijn naam ontleent. De originele votiefsteen bevindt zich in de collectie van het LVR-LandesMuseum Bonn. Ter plaatse is een kopie opgesteld.
De betekenis van de inscriptie op de steen luidt ongeveer: „Deze steen plaatste Titus Julius Aequalis voor de godin Ardbinna“. Daaronder staat de Latijnse standaardformule, die bestaat uit de afkorting S(olvit) L(ibenter) M(erito), ongeveer met de betekenis „Hij vervulde daarmede gaarne en op passende wijze zijn gedane gelofte“.

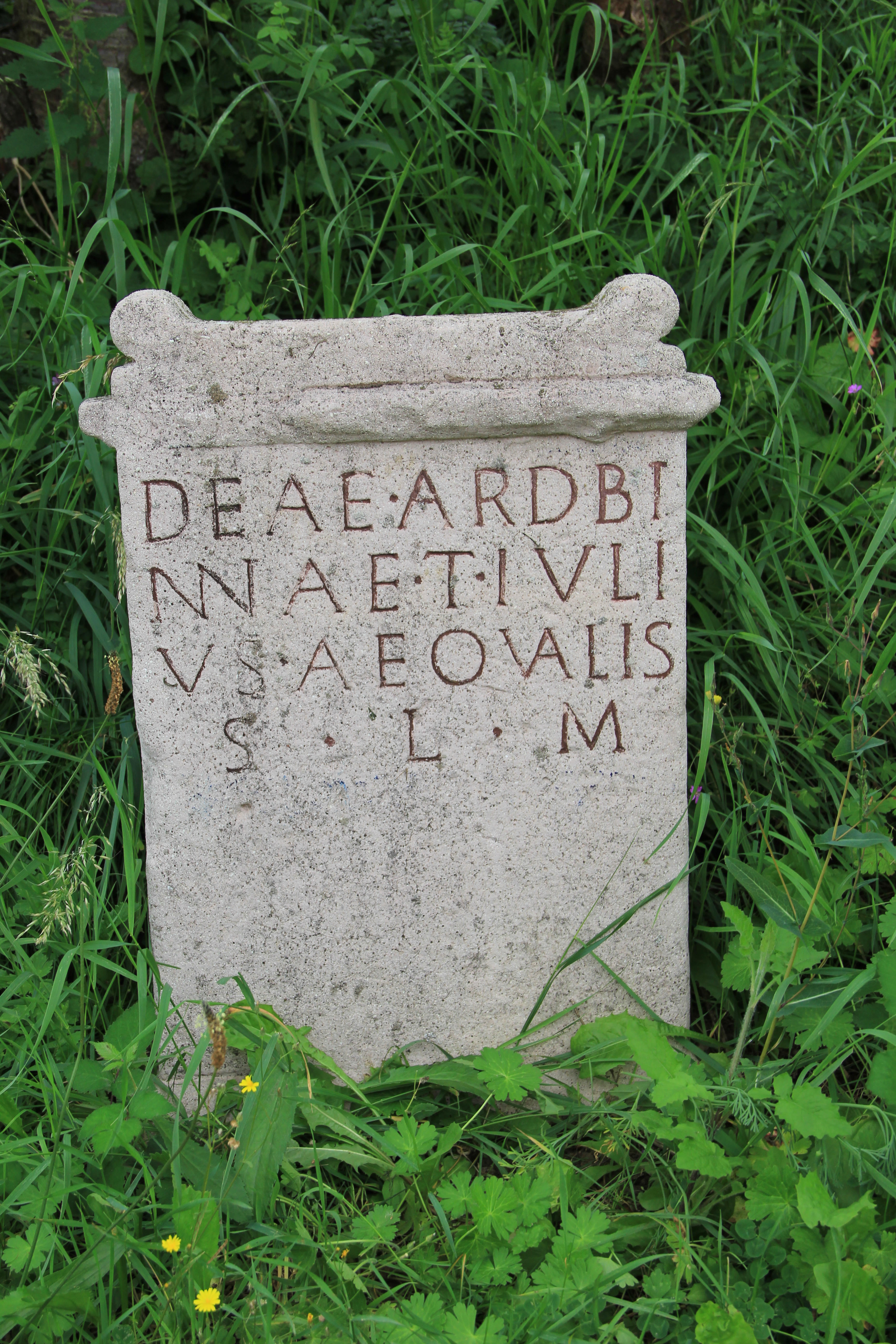
Kopie votiefsteen Ardbinna

Naar de godin is een wandelroute door diverse dorpen in de gemeente genoemd, die is voorzien van informatiepanelen met historische bijzonderheden, de Ardbinna-Wanderweg.